# La espera (película de 2002)
La espera es una película uruguaya de 2002. Dirigida por Aldo Garay, es un drama adaptado de la novela Torquator, del escritor uruguayo Henry Trujillo, y protagonizado por Elena Zuasti, Walter Reyno, Verónica Perrotta y Roberto Suárez.

## Sinopsis
En una enfermiza relación de dependencia, una madre, una hija y un vecino alimentan sus frustraciones y reproches. La rutina y el agobio que dominan sus vidas no permitirán que se aprovechen las pocas posibilidades de salida.

## Protagonistas
- Elena Zuasti
- Walter Reyno
- Verónica Perrotta
- Roberto Suárez
- César Barú
- Claudio Castro
- Pablo Grandal
- Mariela Maggioli
- Nelson Santana

## Premios
- Organización Católica Internacional del Cine (2001): premio Signis de postproducción cinematográfica para América Latina y el Caribe.
- Festival des 3 Continents, Nantes (2002): premio Jacques Demy.
- Festival de Cine Latinoamericano de Montreal (2003): mejor película.
- Festival de Cine Latinoamericano de Trieste (2003): mejor película y mejor guion.
- Festival de Cine de Bogotá (2003): premio a la mejor película y al mejor director.
- Festival Internacional de Cine Latino de Los Ángeles (2003): premio a la mejor ópera prima.
- Festival Latinoamericano de Video de Rosario, Argentina (2003): premio a la mejor película y premio especial del jurado.
- Festival Internacional de Cine de Miami (2003): premio Fipresci.
- Festival Cero Latitud, Quito (2004): mejor película.[3]